# Gmina Wieliczki
Die Gmina Wieliczki ist eine Landgemeinde im Powiat Olecki der Woiwodschaft Ermland-Masuren in Polen. Ihr Sitz ist das gleichnamige Dorf (deutsch Wielitzken, 1938–1945 Wallenrode) mit etwa 650 Einwohnern.

## Geographie

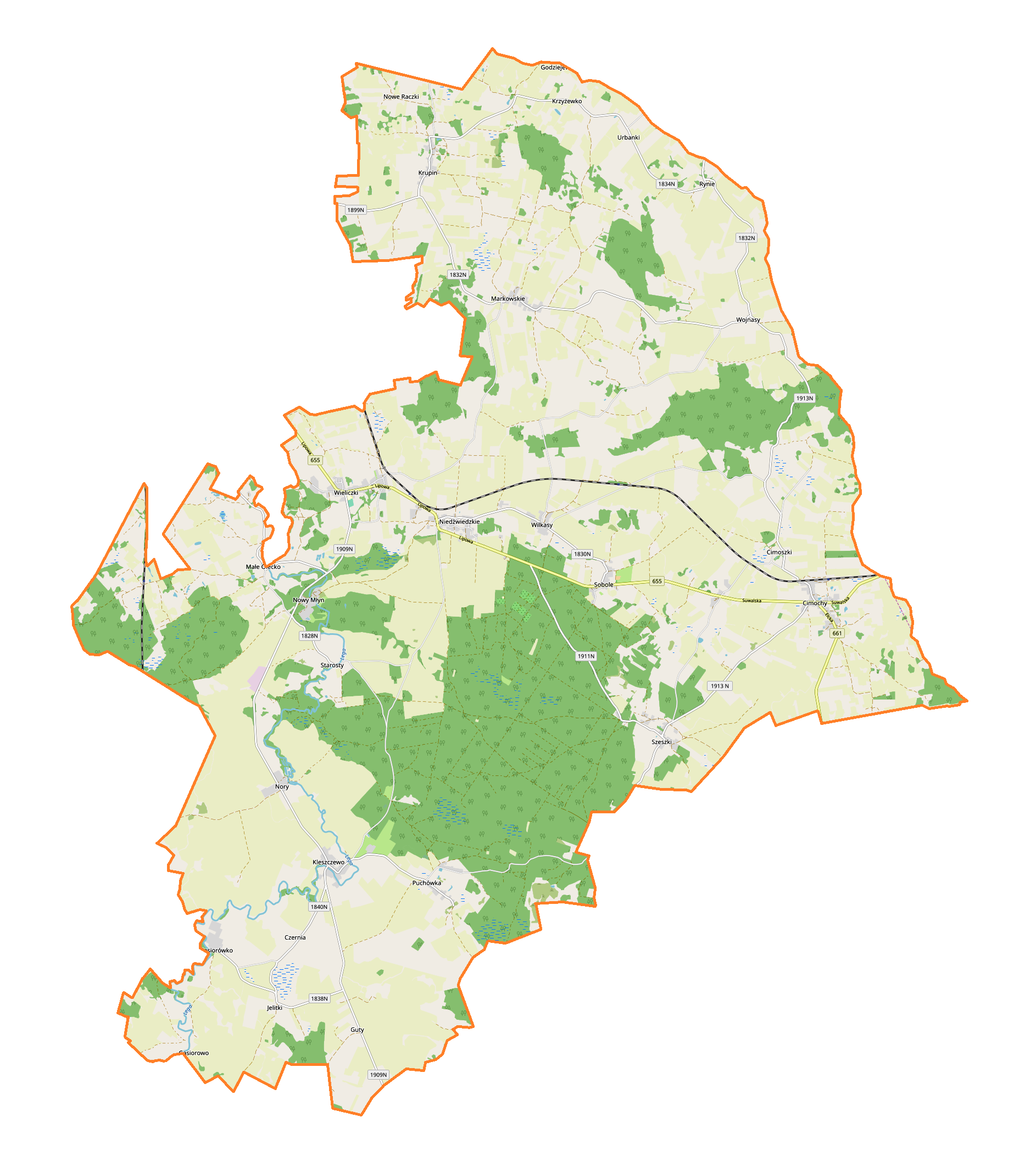
Karte der Gemeinde

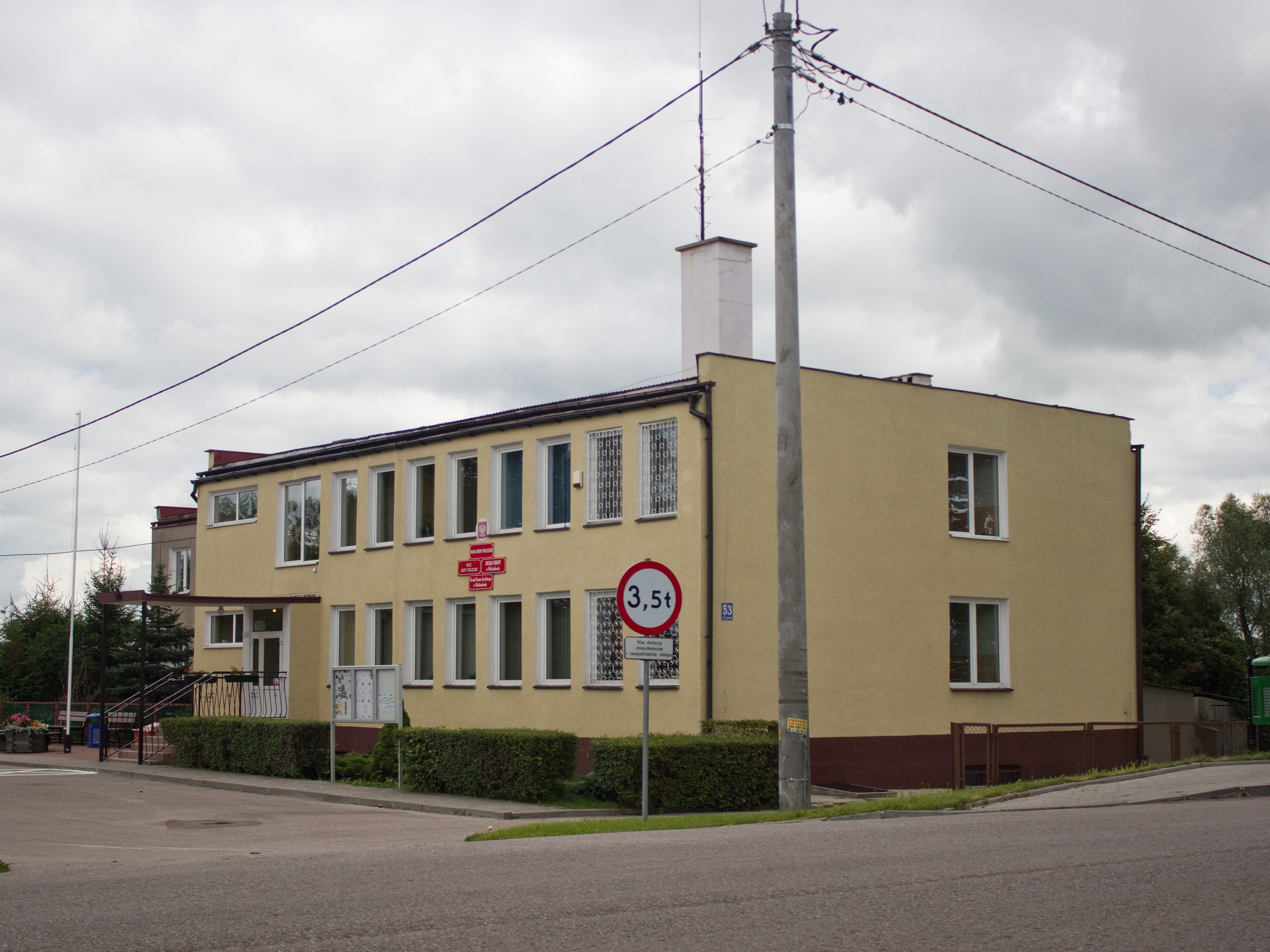
Gemeindeamt der Gmina Wieliczki

Die Gemeinde liegt im Osten der Woiwodschaft Ermland-Masuren und grenzt dort an die Woiwodschaft Podlachien. Die Kreisstadt Olecko (Marggrabowa, auch Oletzko bzw. Treuburg) ist fünf Kilometer entfernt. Nachbargemeinden sind in Podlachien Bakałarzewo im Nordosten und Raczki im Südosten; in der Woiwodschaft Ermland-Masuren im Powiat Ełcki Kalinowo im Süden und im Powiat Olecki Olecko im Westen sowie Nordwesten.
Die Gemeinde hat eine Fläche von 141 km², die zu 70 Prozent land- und zu 21 Prozent forstwirtschaftlich genutzt wird. Der Fluss Lega (Weeske) durchzieht die Gemeinde im Westen. Diese grenzt im Nordwesten an den Jezioro Olecko Małe (Klein Oletzkoer See), der nicht zu ihrem Gebiet gehört.

## Geschichte

### Verwaltungsgeschichte
Die Landgemeinde wurde 1973 aus verschiedenen Gromadas wieder gebildet. Ihr Gebiet gehörte von 1946 bis 1975 zur Woiwodschaft Białystok und anschließend bis 1998 zur Woiwodschaft Suwałki, der Powiat wurde in dieser Zeit aufgelöst. Zum 1. Januar 1999 kam die Gemeinde zur Woiwodschaft Ermland-Masuren und wieder zum Powiat Olecki.

### Partnerschaft
Die Gemeinde ist eine Partnerschaft mit Mäetaguse in Estland eingegangen.

### Kirchengeschichte
Im Gebiet der heutigen Gmina Wieliczki besteht seit 1945 keine evangelische Kirchengemeinde mehr. Mitglieder der Evangelisch-Augsburgischen Kirche in Polen besuchen die Kirchen in Ełk oder Suwałki.
Die seit 1945 fast ausnahmslos Angehörigen der Römisch-katholischen Kirche in Polen besuchen die Pfarrkirchen in Wieliczki, in Cimochy (Groß Czymochen) sowie die Filialkirchen in Kleszczewo (Kleschöwen) und in Krupin (Krupinnen). Diese gehören zum Dekanat św. Jana Apostoła im Bistum Ełk.

## Gliederung
Zur Landgemeinde (gmina wiejska) Wieliczki gehören 21 Dörfer (deutsche Namen, amtlich bis 1945) mit einem Schulzenamt (sołectwo):
- Cimochy (Groß Czymochen, 1928–1945 Reuß)
- Cimoszki
- Gąsiorówko (Klein Gonschorowen,1938–1945 Kleinkiöwen)
- Godziejewo (Refusowisna, 1921–1945 Rehfeld)
- Guty (Gutten)
- Jelitki (Jelittken, 1938–1945 Gelitten)
- Kleszczewo (Kleschöwen, 1938–1945 Kleschen)
- Krupin (Krupinnen)
- Małe Olecko, auch: Olecko Małe (Klein Oletzko, 1938–1945 Herzogshöhe)
- Markowskie (Markowsken, 1938–1945 Markau)
- Niedźwiedzkie (Niedzwetzken, 1926–1945 Bärengrund)
- Nory (Nordenthal, 1938–1945 Nordental)
- Nowe Raczki (Neu Retzken)
- Puchówka (Puchowken, 1929–1945 Wiesenfelde)
- Rynie (Ringen)
- Sobole (Sobollen, 1938–1945 Richtenberg)
- Szeszki (Seesken, 1938–1945  Draheim)
- Urbanki (Urbanken)
- Wieliczki (Wielitzken, 1938–1945 Wallenrode)
- Wilkasy (Willkassen)
- Wojnasy (Woynassen, 1938–1945 Woinassen)

Kleinere Ortschaften der Gemeinde sind: Bartki (Bartken), Bartkowski Dwór (Bartkenhof), Gąsiorowo (Groß Gonschorowen, 1938–1945 Klinken), Krzyżewko (Krzysöwken, 1927–1945 Kreuzdorf), Niedźwiedzkie (osada), Norki (Nordenberg), Nowy Młyn (Neumühl) und Starosty (Starosten, 1938–1945 Müllersbrück).

## Verkehr

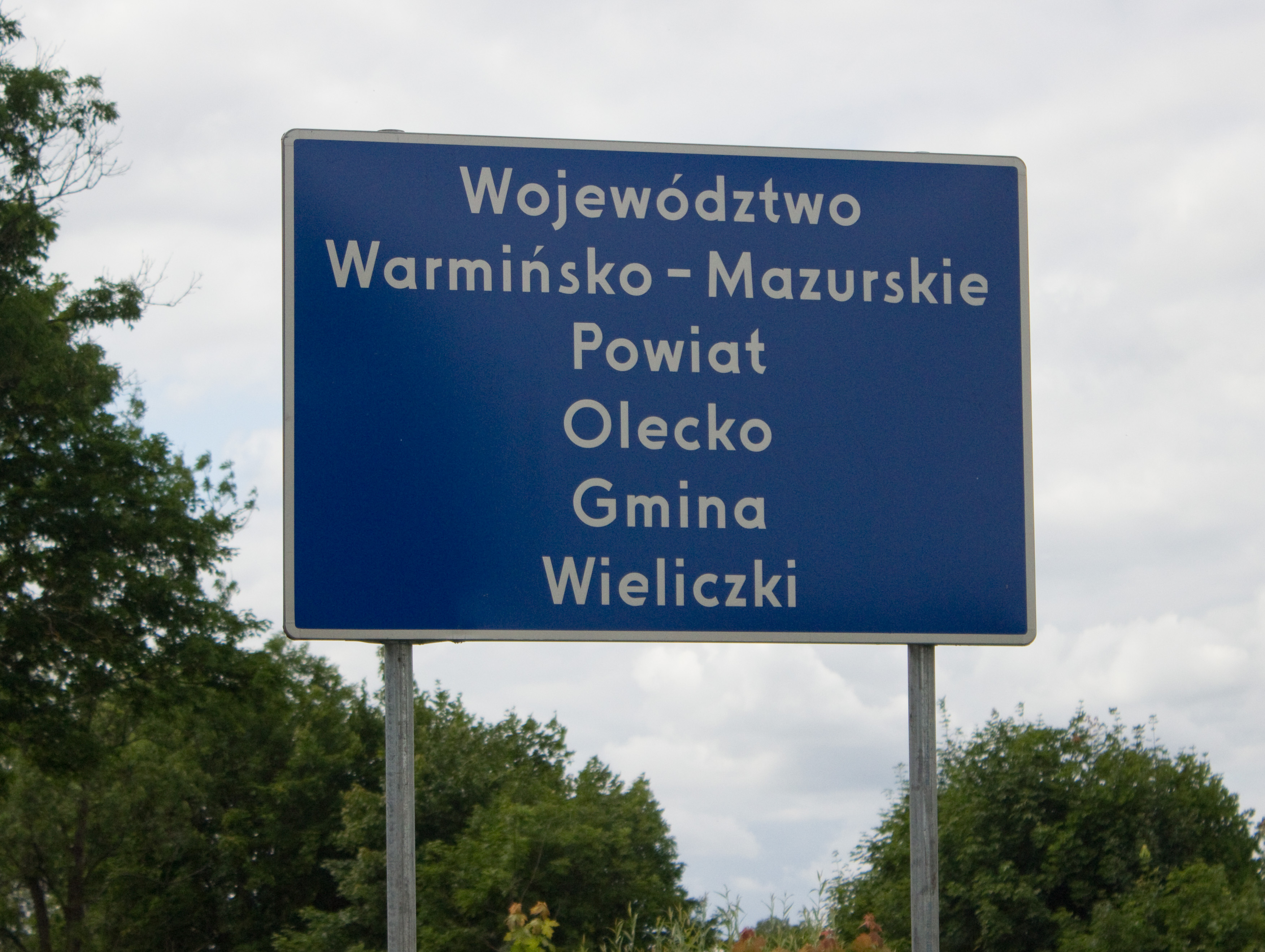
Schild an der Woiwodschaftsgrenze in Cimochy

Die Woiwodschaftsstraße DW 655 verläuft in West-Ost-Richtung von Giżycko (Lötzen) nach Suwałki. In Cimochy (Groß Czymochen) zweigt die Woiwodschaftsstraße DW661 nach Kalinowo (Kallinowen) ab.
Die Bahnstrecke Olecko–Suwałki mit den Stationen Wieliczki Oleckie, Wilkasy (Willkassen) und Cimochy (Groß Czymochen) wird derzeit nicht bedient. – Der nächste Bahnhof liegt in Suwałki.
Die nächsten Flughäfen sind Danzig und Warschau.